# Canciones sin palabras

Felix Mendelssohn en 1833.

Canciones sin palabras (en alemán, Lieder ohne Worte), también conocida como Romanzas sin palabras, es una serie de breves canciones líricas para piano del compositor romántico Felix Mendelssohn, escritas entre 1829 y 1845. Su hermana Fanny Mendelssohn y otros compositores también escribieron piezas del mismo género.

## Música
Los ocho volúmenes de Canciones sin palabras, cada uno de los cuales consta de seis canciones (lieder), se escribieron en varios momentos de la vida de Mendelssohn y se publicaron por separado. El piano se hizo cada vez más popular en Europa a principios del siglo XIX, cuando se convirtió en un elemento estándar en muchos hogares de clase media. Las piezas están al alcance de pianistas de diversas habilidades y esto contribuyó a su popularidad, lo que ha provocado que muchos críticos subestimen su valor musical.[cita requerida]
El primer volumen lo publicó Vincent Novello en Londres (1832) como Melodies for the Piano-Forte, pero los volúmenes posteriores usaron el título Lieder ohne Worte.
Las obras formaban parte de la tradición romántica de escribir piezas líricas breves para piano, aunque el concepto específico de «Canciones sin palabras» era nuevo. La hermana de Mendelssohn, Fanny, escribió una serie de piezas similares (aunque no tituladas así) y, según algunos historiadores de la música, pudo haber ayudado a inspirar el concepto. El título Canciones sin palabras parece haber sido un invento del propio Felix Mendelssohn. En 1828, Fanny escribió en una carta: «Mi cumpleaños se celebró muy bien ... Felix me ha regalado una "canción sin palabras" para mi álbum (últimamente ha escrito varias hermosas)».
El propio Mendelssohn se resistió a los intentos de interpretar las canciones demasiado literalmente y se opuso cuando su amigo Marc-André Souchay buscó ponerles palabras para convertirlas en canciones literales:

What the música I love expresses to me, is not thought too indefinite to put into words, but on the contrary, too definite.
Lo que la música que amo me expresa, no se piensa que sea demasiado indefinido para expresarlo con palabras, sino al contrario, demasiado definido (cursiva del propio Mendelssohn).

Mendelssohn también escribió otras Canciones sin palabras no recopiladas en volúmenes y publicadas sólo en los últimos años. Además, existen borradores originales para muchas de las Canciones, muchas de las cuales difieren sustancialmente de las versiones finalmente publicadas. En 2008, el pianista italiano Roberto Prosseda grabó una colección de Canciones sin palabras de Mendelssohn para Decca Records con un total de 56 lieder, algunas de ellas nunca antes grabadas.

### Canciones
Los títulos atribuidos a algunas de las canciones a continuación fueron dados por el propio Mendelssohn. Otros editores posteriores les dieron otros títulos extravagantes a algunas de ellas, pero no tienen autoridad y no reflejan ninguna intención del compositor.

#### Libro 1,op.19b (1829-1830)
1. «Andante con moto» (mi mayor)
2. «Andante espressivo» (la menor)
3. «Molto allegro e vivace» (la mayor)
4. «Moderato» (la mayor)
5. «Poco agitato» (fa♯ menor)
6. «Andante sostenuto»: Venetianisches Gondellied (Canción de la góndola veneciana) (sol menor)

#### Libro 2, op.30 (1833-1834)
1. «Andante espressivo» (mi♭ mayor)
2. «Allegro di molto» (si♭ menor)
3. «Adagio non troppo» (mi mayor)
4. «Agitato e con fuoco» (si menor)
5. «Andante grazioso» (re mayor)
6. «Allegretto tranquillo»: Venetianisches Gondellied (Canción de la góndola veneciana) (fa♯ menor)

El segundo libro se lo decicó a Elisa von Woringen.
La canción número 2 la escribió para su hermana Fanny para celebrar el nacimiento de su hijo, Sebastian, en 1830.

#### Libro 3, op.38 (1836-1837)
1. «Con moto» (mi♭ mayor)
2. «Allegro non troppo» (do menor)
3. «Presto e molto vivace» (re mayor)
4. «Andante» (la mayor)
5. «Agitato» (la menor)
6. «Andante con moto»: Duetto (la♭ mayor)

Mendelssohn le puso a la canción número 6 el título de «Duetto», ya que se escribieron dos melodías para representar por dos cantantes. La compuso en Fráncfort en junio de 1836, poco después de haber conocido a su futura esposa.
El libro 3 estaba dedicado a Rosa von Woringen.

#### Libro 4, op.53 (1839-1841)
1. «Andante con moto» (la♭ mayor)
2. «Allegro non troppo» (mi♭ mayor)
3. «Presto agitato» (sol menor)
4. «Adagio» (fa mayor)

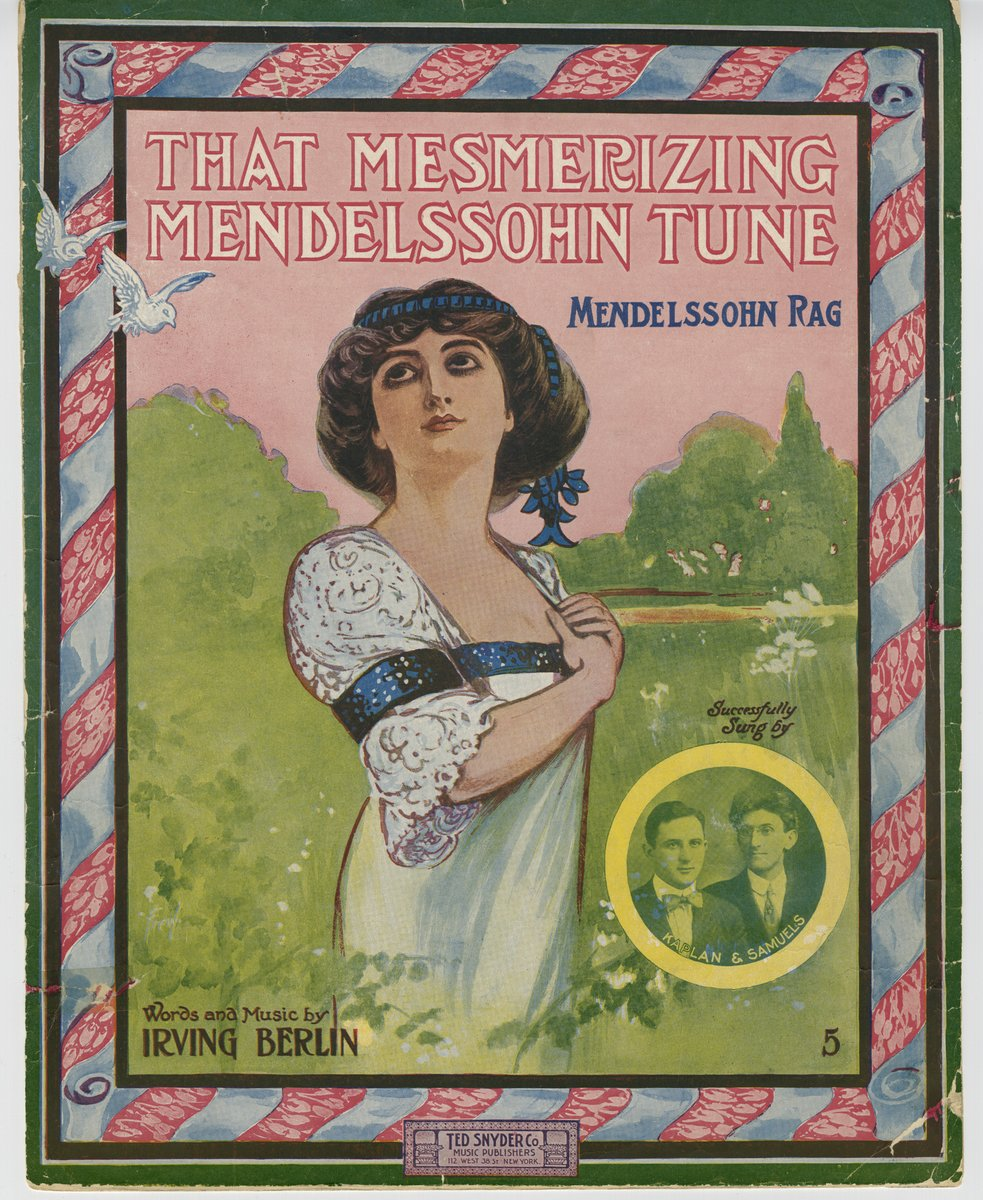
Versión ragtime de Irving Berlin del op. 62, n.º 6.

5. «Allegro con fuoco»: Volkslied (la menor)
6. «Molto allegro vivace» (la mayor)

El cuarto libro está dedicado a Sophia Horsley.

#### Libro 5, op.62 (1842-1844)
1. «Andante espressivo» (sol mayor)
2. «Allegro con fuoco» (si♭ mayor)
3. «Andante maestoso»: Trauermarsch (Marcha fúnebre) (mi menor)
4. «Allegro con anima» (sol mayor)
5. «Andante con moto»: Venetianisches Gondellied (Canción de la góndola veneciana) (la menor)
6. «Allegretto grazioso»: Frühlingslied (Canción de primavera) (la mayor)

A la canción n.º 6 «Canción de primavera» también se la conoce a veces en Inglaterra como «Camberwell Green»,  por el lugar en Londres donde Mendelssohn la compuso con los Bennecke, familiares de su esposa.
El quinto libro está dedicado a Clara Schumann.

#### Libro 6, op.67 (1843-1845)
1. «Andante» (mi♭ mayor)
2. «Allegro leggiero» (fa♯ menor)
3. «Andante tranquillo» (si♭ mayor)
4. «Presto»: Spinnerlied (Canción de la hilandera) (do mayor)
5. «Moderato» (si menor)
6. «Allegro non troppo» (mi mayor)

La «Canción de la hilandera» también ha recibido el nombre de «Boda de abejas» porque el acompañamiento cargado de la melodía se parece al zumbido de las abejas.
El sexto libro está dedicado a Sophie Rosen.

#### Libro 7, op.85 (1843-1845)
1. «Andante espressivo» (fa mayor)
2. «Allegro agitato» (la menor)
3. «Presto» (mi♭ mayor)
4. «Andante sostenuto» (re mayor)
5. «Allegretto» (la mayor)
6. «Allegretto con moto» (si♭ mayor)

Este libro y el octavo fueron publicados póstumamente.

#### Libro 8, op.102 (1842-1845)
1. «Andante un poco agitato» (mi menor)
2. «Adagio» (re mayor)
3. «Presto» (d mayor)
4. «Un poco agitato, ma andante» (sol menor)
5. «Allegro vivace» (la mayor)
6. «Andante» (do mayor)

### Obras relacionadas
Una pieza en re mayor para violonchelo y piano, escrita por Mendelssohn hacia 1845 para la violonchelista Lisa Cristiani, se publicó por primera vez después de su muerte. Fue designado opus 109 y titulada «Canción sin palabras». No está relacionada con ninguna de las piezas para piano. El violonchelista Carlos Prieto Jacqué calificó la pieza como «una composición exquisita, digna de las mejores piezas que Mendelssohn haya compuesto para este género».
Una pieza para piano en mi menor de Mendelssohn se publicó después de su muerte con el opus 117, titulada Albumblatt (Hoja de álbum); una pieza más para piano de Mendelssohn fue publicada después de su muerte, sin número de opus, listada como WoO 10, titulada Gondellied (Canción de la góndola). Algunos historiadores creen que estaban destinados a otro conjunto de Canciones sin palabras.[cita requerida]

## Arreglos
Mendelssohn hizo arreglos a dúo de piano de varias de las canciones, a saber, las que se convirtieron en el Libro 5 y la primera canción del Libro 6, que presentó a la reina Victoria en 1844. El compositor ambién conocía los arreglos de algunos de los primeros lieder para dúo de piano de Carl Czerny. Muchos otros han hecho varios arreglos de canciones individuales, incluso para orquesta, conjunto de cámara o instrumento solista con acompañamiento de piano. Un ejemplo de ello es el arreglo de 22 de las canciones del alumno de Mendelssohn, el violista alemán Friedrich Hermann, para violín y piano.
En 1834, Franz Liszt escribió su Grosses Konzertstück über Mendelssohns Lieder ohne Worte (Gran pieza de concierto sobre las canciones sin palabras de Mendelssohn) para dos pianos, que se basaba en las canciones 1-3 del Libro 1, op. 19b. Liszt y una estudiante, la señorita Vial, comenzaron a tocarlo en París el 9 de abril de 1835, pero Liszt se enfermó durante la actuación. Ferruccio Busoni planeaba tocarlo en Londres con Egon Petri, pero murió antes de que el plan pudiera realizarse. Finalmente, Richard y John Contiguglia la interpretaron por primera vez en el festival Holland Liszt de 1984 en Utrecht.
También hay ejemplos de grabaciones de transcripciones, para instrumento solista y acompañamiento de piano, de lieder de Mendelssohn escritos para voz, que se han titulado «Canciones sin palabras», por ejemplo, por Mischa Maisky. Sin embargo, el propio Mendelssohn no hizo tales arreglos, ni los tituló así.

## Por otros compositores
Las primeras colecciones de obras para piano de Fanny Mendelssohn opp. 2, 6 y 8 se titulan Lieder für das Pianoforte (Canciones para piano).
Otros compositores que se inspiraron para producir conjuntos similares de piezas propias fueron Charles-Valentin Alkan (los cinco conjuntos de Chants, cada uno terminado con una barcarola), Anton Rubinstein, Ignaz Moscheles y Edvard Grieg (sus 66 Piezas Líricas). Mykola Lysenko también compuso dos Canciones sin palabras (op. 10) para piano.
Tanto Alkan como Rubinstein incluían con frecuencia elementos de las canciones de Mendelssohn en sus recitales. Ferruccio Busoni, que consideraba a Mendelssohn «un maestro de indiscutible grandeza», en el último año de su vida recurrió a Canciones sin palabras para una proyectada serie de recitales en Londres.